# Rio Mau (Vila Verde)
Rio Mau ist ein Ort und eine ehemalige Gemeinde (Freguesia) im Norden Portugals.
Rio Mau gehört zum Kreis Vila Verde im Distrikt Braga. Die Gemeinde hatte eine Fläche von 3,4 km² und 662 Einwohner (Stand 30. Juni 2011).
Am 29. September 2013 wurden die Gemeinden Rio Mau, Goães, Godinhaços, Pedregais, Azões, Portela das Cabras und Duas Igrejas zur neuen Gemeinde União das Freguesias da Ribeira do Neiva zusammengeschlossen.